# Eneco Tour 2011
De 7e editie van de Eneco Tour werd verreden van 8 tot en met 14 augustus 2011. De etappes werden verreden in verschillende plaatsen verspreid over België en Nederland. Eindwinnaar werd de Noor Edvald Boasson Hagen. Hij won ook het sprintersklassement en het jongerenklassement.

## Deelnemers
Aan deze editie van de Eneco Tour nemen alle 18 UCI-World Tour-ploegendeel. Daarnaast werden nog vier wildcards uitgedeeld, zodat in totaal 22 ploegen aan de start komen.
| 18 UCI World Tour-ploegen | 18 UCI World Tour-ploegen | 18 UCI World Tour-ploegen | 4 wildcards                  |
| ------------------------- | ------------------------- | ------------------------- | ---------------------------- |
| AG2R-La Mondiale          | Team Katjoesja            | Quick Step                | Cofidis, le crédit en ligne  |
| Pro Team Astana           | Lampre-ISD                | Rabobank                  | Skil-Shimano                 |
| BMC Racing Team           | Team Leopard-Trek         | Team RadioShack           | Topsport Vlaanderen-Mercator |
| Euskaltel-Euskadi         | Liquigas-Cannondale       | Saxo Bank-Sungard         | Verandas Willems-Accent      |
| Team Garmin-Cervélo       | Team Movistar             | Sky ProCycling            |                              |
| Team HTC-High Road        | Omega Pharma-Lotto        | Vacansoleil-DCM           |                              |

## Parcours
De enige wedstrijd in de UCI World Tour die door twee landen wordt georganiseerd zal in Amersfoort beginnen met een proloog van 5,7 km. Na deze proloog zullen er verschillende etappes worden verreden op Nederlands en Belgisch grondgebied worden verreden. Er zal halverwege de ronde wedstrijd nog een individuele tijdrit worden gereden in Roermond en na nog een uitstap naar Genk zal men de laatste etappe rijden in Sittard-Geleen.

## Verloop

### De proloog
De eerste etappe van 5,7 km was een kleine proloog in en rondom Amersfoort. Tijdens het eerste uur van de proloog dreigde deze helemaal in het water te vallen, een hevige regenbui zorgde ervoor dat het wegdek spekglad was en top tijden niet gereden konden worden. De tijd van Robert Wagner, die mocht starten voor de regenbui, bleef zodoende een lange tijd staan. Een uur na de regenbui was het wegdek vrijwel volledig opgedroogd en werd de tijd als eerst door de jonge Nieuw-Zeelander Jesse Sergent verbeterd. Echter werd de tijd daarna door vele snel achter elkaar verbeterd. Het was de jonge Amerikaan Taylor Phinney die toen een tijd neer zette waar niemand meer aan kwam. De Amerikaan werd de eerste leider van de Eneco Tour 2011, gevolgd door: op de tweede plaats de Noor Edvald Boasson Hagen en op de derde plaats de Schot David Millar.

### Het vlakke Nederland
Vanuit Amersfoort volgde twee relatief vlakke etappes door Nederland. Deze etappes hadden een gelijk beeld, er sprong in beide etappes een groep weg die maximaal 5 minuten kreeg. Door het werk van de BMC ploeg, van leider Taylor Phinney, en de Omega Pharma-Lotto ploeg, van sprinter André Greipel, werd in beide etappes de achterstand van het peloton tenietgedaan. Dit resulteerde in twee massa sprints, en om de gelijkenis nog groter te maken hadden beide etappes dezelfde winnaar, de Duitser André Greipel werd in beide etappes goed door zijn ploeg af gezet en kon zo beide sprints winnen.

### De Ardennen
De eerste heuvel rit van de Eneco Tour 2011 begon op een vrijwel gelijke manier als zijn voorgaande twee etappes. Er sprong een groep weg van vier renners, waaronder de Deen Alex Rasmussen die op negen seconde van de leider stond, die negen minuten kregen. Doordat de Deen zo gevaarlijk was voor de leiderspositie van Taylor Phinney nam zijn ploeg het initiatief en begonnen ze te koersen, uiteindelijk werd de groep koplopers terug gepakt. Op de laatste klim plaatste de Belg Philippe Gilbert een beslissende aanval en pakte zo belangrijke secondes, in combinatie met de bonificatie seconde nam de Belg de leiders trui over van Taylor Phinney

### De individuele tijdrit
Na de veldslag in de Ardennen keerde de renners nog eenmaal terug naar Nederland, dit keer naar Roermond voor een individuele tijdrit. Net als proloog werd ook deze tijdrit erg beïnvloed door de weersomstandigheden, het technische parcours had erg te lijden onder de stevige regenbuien voor de start, hierdoor hebben de eerste rijders van het peloton allemaal hinder van de regen ondervonden. De Nieuw-Zeelander Jesse Sergent was de eerste die op een droge weg mocht starten en hij zette ook gelijk een tijd die door niemand meer gebroken zou worden, dit komt mede doordat er na de rit van de Nieuw-Zeelander er nog een tweede zware regenbui over het parcours trok. De leiderspositie die Philippe Gilbert ingenomen had moest hij tijdens deze rit alweer af staan, ditmaal aan de Noor Edvald Boasson Hagen, die 17 seconde sneller was dan de Belg en zodoende de leiderstrui overnam met een voorsprong van 12 seconde.

### Slotweekend
In het slotweekend waren er nog twee etappes door Nederland. Op zaterdag was Matteo Bono zowel zijn vluchtgenoten Sergey Renev en Artem Ovechkin als het peloton waarvan Tomas Vaitkus de sprint won te vlug af. Op zondag bevestigde Edvald Boasson Hagen zijn suprematie in door de sprint te winnen waarin Jürgen Roelandts en Denis Galimzjanov onderuit gingen.

## Etappe-overzicht
| Datum | Etappe | Start-Finish                    | Afstand  | Type                | Winnaar              | Ploeg              | Klassementsleider    |
| ----- | ------ | ------------------------------- | -------- | ------------------- | -------------------- | ------------------ | -------------------- |
| 08/08 | P      | Amersfoort - Amersfoort         | 5,7 km   | Proloog             | Taylor Phinney       | BMC Racing Team    | Taylor Phinney       |
| 09/08 | 1      | Oosterhout - St. Willebrord     | 192,1 km | Vlakke rit          | André Greipel        | Omega Pharma-Lotto | Taylor Phinney       |
| 10/08 | 2      | Aalter - Ardooie                | 173,7 km | Vlakke rit          | André Greipel        | Omega Pharma-Lotto | Taylor Phinney       |
| 11/08 | 3      | Heers - Andenne                 | 191,2 km | Heuvelrit           | Philippe Gilbert     | Omega Pharma-Lotto | Philippe Gilbert     |
| 12/08 | 4      | Roermond - Roermond             | 14,7 km  | Individuele tijdrit | Jesse Sergent        | Team Radioshack    | Edvald Boasson Hagen |
| 13/08 | 5      | Genk - Genk                     | 189,2 km | Heuvelrit           | Matteo Bono          | Lampre-ISD         | Edvald Boasson Hagen |
| 14/08 | 6      | Sittard-Geleen - Sittard-Geleen | 201,2 km | Heuvelrit           | Edvald Boasson Hagen | Sky ProCycling     | Edvald Boasson Hagen |

## Klassementsleider na elke etappe
| Etappe    | Algemeen klassement  | Puntenklassement     | Jongerenklassement   |
| Proloog   | Taylor Phinney       | Taylor Phinney       | Taylor Phinney       |
| 1         | Taylor Phinney       | Taylor Phinney       | Taylor Phinney       |
| 2         | Taylor Phinney       | Edvald Boasson Hagen | Taylor Phinney       |
| 3         | Philippe Gilbert     | Edvald Boasson Hagen | Edvald Boasson Hagen |
| 4         | Edvald Boasson Hagen | Edvald Boasson Hagen | Edvald Boasson Hagen |
| 5         | Edvald Boasson Hagen | Edvald Boasson Hagen | Edvald Boasson Hagen |
| 6         | Edvald Boasson Hagen | Edvald Boasson Hagen | Edvald Boasson Hagen |
| Eindstand | Edvald Boasson Hagen | Edvald Boasson Hagen | Edvald Boasson Hagen |

## Eindresultaten

### Algemeen klassement
| Plaats     | Naam                 | Ploeg                        | Tijd      |
| ---------- | -------------------- | ---------------------------- | --------- |
| Witte trui | Edvald Boasson Hagen | Sky ProCycling               | 22u54'22" |
| 2          | Philippe Gilbert     | Omega Pharma-Lotto           | + 0'22"   |
| 3          | David Millar         | Team Garmin-Cervélo          | + 0'28"   |
| 4          | Taylor Phinney       | BMC Racing Team              | + 0'35"   |
| 5          | Jos van Emden        | Rabobank                     | + 0'57"   |
| 6          | Joost van Leijen     | Vacansoleil-DCM              | + 1'04"   |
| 7          | Dominique Cornu      | Topsport Vlaanderen-Mercator | + 1'07"   |
| 8          | Dries Devenyns       | Quick Step                   | + 1'08"   |
| 9          | Ben Hermans          | Team RadioShack              | + 1'09"   |
| 10         | Linus Gerdemann      | Team Leopard-Trek            | + 1'13"   |

### Nevenklassementen
| Puntenklassement |                      |                             |        |
| Plaats           | Naam                 | Ploeg                       | Punten |
| Rode trui        | Edvald Boasson Hagen | Sky ProCycling              | 122    |
| 2                | Taylor Phinney       | BMC Racing Team             | 85     |
| 3                | André Greipel        | Omega Pharma-Lotto          | 68     |
| 4                | Grega Bole           | Lampre-ISD                  | 66     |
| 5                | Lars Boom            | Rabobank                    | 56     |
| 6                | Philippe Gilbert     | Omega Pharma-Lotto          | 47     |
| 7                | Jesse Sergent        | Team RadioShack             | 43     |
| 8                | Jürgen Roelandts     | Omega Pharma-Lotto          | 42     |
| 9                | Julien Fouchard      | Cofidis, le crédit en ligne | 40     |
| 10               | Denis Galimzjanov    | Team Katjoesja              | 40     |

| Jongerenklassement |                      |                              |           |
| Plaats             | Naam                 | Ploeg                        | Tijd      |
| Groene trui        | Edvald Boasson Hagen | Sky ProCycling               | 22u54'22" |
| 2                  | Taylor Phinney       | BMC Racing Team              | + 0'35"   |
| 3                  | Ben Hermans          | Team RadioShack              | + 1'09"   |
| 4                  | Damiano Caruso       | Liquigas-Cannondale          | + 2'04"   |
| 5                  | Maxime Vantomme      | Team Katjoesja               | + 2'19"   |
| 6                  | Simone Ponzi         | Liquigas-Cannondale          | + 2'36"   |
| 7                  | Pieter Jacobs        | Topsport Vlaanderen-Mercator | + 2'43"   |
| 8                  | Romain Zingle        | Cofidis, le crédit en ligne  | + 2'48"   |
| 9                  | Michael Schär        | BMC Racing Team              | + 3'06"   |
| 10                 | Laurens De Vreese    | Topsport Vlaanderen-Mercator | + 3'07"   |

1948 · 1949 · 1950 · 1951 · 1952 · 1953 · 1954 · 1955 · 1956 · 1957 · 1958 · 1959 · 1960 · 1961 · 1962 · 1963 · 1964 · 1965 · 1966 · 1967 · 1968 · 1969 · 1970 · 1971 · 1972 · 1973 · 1974 · 1975 · 1976 · 1977 · 1978 · 1979 · 1980 · 1981 · 1982 · 1983 · 1984 · 1985 · 1986 · 1987 · 1988 · 1989 · 1990 · 1991 · 1992 · 1993 · 1994 · 1995 · 1996 · 1997 · 1998 · 1999 · 2000 · 2001 · 2002 · 2003 · 2004 · 2005 · 2006 · 2007 · 2008 · 2009 · 2010 · 2011 · 2012 · 2013 · 2014 · 2015 · 2016 · 2017 · 2018 · 2019 · 2020 · 2021 · 2022 · 2023 · 2024
 Tour Down Under · 
 Parijs-Nice · 
 Tirreno-Adriatico · 
 Milaan-San Remo · 
 Ronde van Catalonië · 
 Gent-Wevelgem · 
 Ronde van Vlaanderen · 
 Ronde van het Baskenland · 
 Parijs-Roubaix · 
 Amstel Gold Race · 
 Waalse Pijl · 
 Luik-Bastenaken-Luik · 
 Ronde van Romandië · 
 Ronde van Italië · 
 Critérium du Dauphiné · 
 Ronde van Zwitserland · 
 Ronde van Frankrijk · 
 Clásica San Sebastián · 
 Ronde van Polen · 
  Eneco Tour · 
 Ronde van Spanje · 
 Vattenfall Cyclassics · 
 GP Ouest France-Plouay · 
 Grote Prijs van Quebec · 
 Grote Prijs van Montreal · 
 Ronde van Peking · 
 Ronde van Lombardije